# ميتو هوليهوك
ميتو هوليوك، (لغة يابانية|باللغة اليابانية : 水戸ホーリーホックميتوهوريهوكُّ) هو نادي كرة قدم ياباني يلعب في الدوري الياباني من الدرجة الثانية. أصل المركز هو مدينة ميتو، محافظة إيباراكي.

## أهم اللاعبين الذين لعبوا للعين خلال تاريخه
- جواو باولو
- فرانسيسكو فيرنانديز
- نغوين كونغ فونغ